# New York Jets 2017
La stagione 2017 dei New York Jets è stata la 58ª della franchigia, la 48ª nella National Football League e la terza con Todd Bowles come capo-allenatore. La squadra ebbe un record di 5-11 come la stagione precedente, mancando l'accesso ai playoff per il settimo anno consecutivo.

## Scelte nel Draft 2017

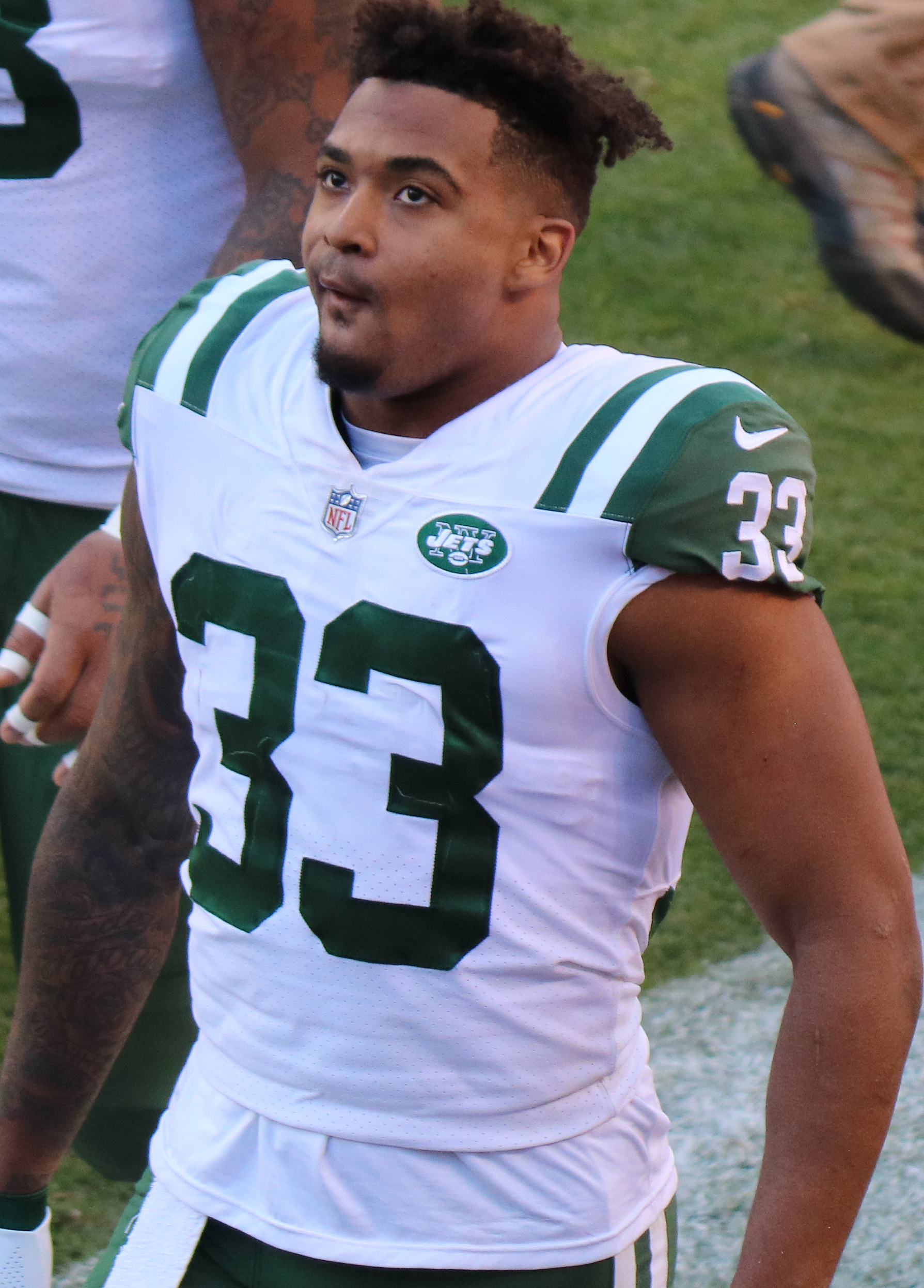
Jamal Adams è stato la scelta del primo giro dei Jets nel 2017

| Scelte dei Jets nel Draft 2017 |        |                  |       |                     |
| Giro                           | Scelta | Giocatore        | Ruolo | College             |
| 1                              | 6      | Jamal Adams      | S     | LSU                 |
| 2                              | 39     | Marcus Maye      | S     | Florida             |
| 3                              | 79     | ArDarius Stewart | WR    | Alabama             |
| 4                              | 141    | Chad Hansen      | WR    | California          |
| 5                              | 150    | Jordan Leggett   | TE    | Clemson             |
| 5                              | 181    | Dylan Donahue    | DE    | West Georgia        |
| 6                              | 188    | Elijah McGuire   | RB    | Louisiana-Lafayette |
| 6                              | 197    | Jeremy Clark     | CB    | Michigan            |
| 6                              | 204    | Derrick Jones    | CB    | Ole Miss            |

## Staff
| Staff dei New York Jets nel 2017 |
| --- |
| Organi dirigenziali - Proprietario/CEO – Woody Johnson - Presidente – Neil Glat - General Manager – Mike Maccagnan - Director of Football Administration – Jacqueline Davidson - Director of Player Personnel – Brian Heimerdinger - Direttore senior degli osservatori – Rex Hogan Capo allenatore - Todd Bowles - Assistente capo-allenatore//Inside Linebacker – Mike Caldwell Altri allenatori - Preparatore atletico – Justus Galac - Assistente p.a. – Kavan Latham - Assistente p.a. – Aaron McLaurin Allenatori dell'attacco - Coordinatore offensivo – Chan Gailey - Quarterback – Kevin Patullo - Running Back – Marcel Shipp - Wide Receiver – Karl Dorrell - Tight End – Jimmie Johnson - Offensive Line – Steve Marshall - Assistente Offensive Line – David Diaz-Infante - Controllo qualità – Robby Brown Allenatori della difesa - Coordinatore difensivo – Kacy Rodgers - Defensive Line – Pepper Johnson - Assistente Defensive Line – John Scott Jr. - Outside Linebacker – Mark Collins - Defensive Back – Joe Danna - Assistant Defensive Back – Daylon McCutcheon - Controllo qualità – Tim Atkins Allenatori dello special team - Coordinatore special team – Brant Boyer - Assistente – Jeff Hammerschmidt |

## Roster
| Roster dei New York Jets nel 2017 |
| --- |
| Quarterback - 5 Christian Hackenberg - 15 Josh McCown - 9 Bryce Petty Running Back - 22 Matt Forte - 43 Julian Howsare FB - 35 Elijah McGuire - 34 Marcus Murphy KR - 29 Bilal Powell Wide Receiver - 11 Robby Anderson - 6 Chad Hansen - 10 Jermaine Kearse - 17 Charone Peake - 18 ArDarius Stewart Tight End - 49 Jordan Leggett - 83 Eric Tomlinson - 85 Jason Vander Laan Offensive Linemen - 68 Kelvin Beachum T - 77 James Carpenter G - 70 Dakota Dozier G - 78 Jonotthan Harrison C - 71 Ben Ijalana T - 76 Wesley Johnson C - 79 Brent Qvale T - 72 Brandon Shell T - 67 Brian Winters G Defensive Linemen - 94 Kony Ealy DE - 99 Steve McLendon NT - 66 Claude Pelon DE - 98 Mike Pennel NT - 96 Muhammad Wilkerson DE - 62 Leonard Williams DE Linebacker - 50 Freddie Bishop OLB - 54 Bruce Carter ILB - 53 Dylan Donahue OLB - 56 Demario Davis ILB - 48 Jordan Jenkins OLB - 58 Darron Lee ILB - 95 Josh Martin OLB - 55 Lorenzo Mauldin OLB - 51 Julian Stanford ILB Defensive Back - 33 Jamal Adams SS - 23 Terrence Brooks SS - 32 Juston Burris CB - 21 Morris Claiborne CB - 31 Derrick Jones CB - 26 Marcus Maye FS - 45 Rontez Miles S - -- Darryl Roberts CB - 41 Buster Skrine CB - 20 Marcus Williams CB Special Team - 7 Chandler Catanzaro K - 4 Lachlan Edwards P - 42 Thomas Hennessy LS Lista delle riserve - 34 Jeremy Clark CB (NF-Inj.) - 81 Quincy Enunwa WR (IR) - 3 Brisly Estime WR (IR) - 87 Chris Gragg TE (IR) - 75 Anthony Johnson DE (IR) - 37 Bryson Keeton CB (IR) - 44 Corey Lemonier OLB (IR) - 89 Jalin Marshall WR (Sospeso) - 36 Doug Middleton S (IR) - 88 Austin Seferian-Jenkins TE (Sospeso) - 19 Devin Smith WR (IR) 53 attivi, 11 nella squadra di allenamento |
| Legenda - I rookie sono in corsivo. - Il primo ruolo è il principale mentre gli eventuali successivi indicano i ruoli secondari. - (IR) sta per Injured Reserve ed indica la lista ristretta per un solo giocatore infortunato che può tornare ad allenarsi dopo la settimana 6 e a rientrare in prima squadra dopo che questa ha giocato 8 partite. - (NF-Inj.) / (NF-Ill.) stanno rispettivamente per Non-Football Injured e Non-Football Illness ed indicano le liste dove viene inserito un giocatore che ha un infortunio o una malattia non dipendente dal football americano. - (PUP) sta per Physically Unable to Perform ed indica la lista dove viene inserito un giocatore mentre è in attesa di recuperare la condizione fisica. Nella stagione regolare dopo la sesta partita giocata dalla propria squadra, il giocatore ha tempo tre settimane per riprendere ad allenarsi, più tre settimane aggiuntive dal suo rientro agli allenamenti per rientrare in prima squadra. |

## Calendario

### Stagione regolare
Il calendario della stagione è stato annunciato il 20 aprile 2017.
| Turno | Data               | Avversario              | Risultato          | Record             | Stadio                              | NFL.com recap      |
| ----- | ------------------ | ----------------------- | ------------------ | ------------------ | ----------------------------------- | ------------------ |
| 1     | 10/9               | at Buffalo Bills        | S 12–21            | 0–1                | New Era Field                       | Recap              |
| 2     | 17/9               | at Oakland Raiders      | S 20–45            | 0–2                | O.Co Coliseum                       | Recap              |
| 3     | 24/9               | Miami Dolphins          | V 20–6             | 1–2                | MetLife Stadium                     | Recap              |
| 4     | 1/10               | Jacksonville Jaguars    | V 23–20 (DTS)      | 2–2                | MetLife Stadium                     | Recap              |
| 5     | 8/10               | at Cleveland Browns     | V 17–14            | 3–2                | FirstEnergy Stadium                 | Recap              |
| 6     | 15/10              | New England Patriots    | S 17–24            | 3–3                | MetLife Stadium                     | Recap              |
| 7     | 22/10              | at Miami Dolphins       | S 28–31            | 3–4                | Hard Rock Stadium                   | Recap              |
| 8     | 29/10              | Atlanta Falcons         | S 20–25            | 3–5                | MetLife Stadium                     | Recap              |
| 9     | 2/11               | Buffalo Bills           | V 34–21            | 4–5                | MetLife Stadium                     | Recap              |
| 10    | 12/11              | at Tampa Bay Buccaneers | S 10–15            | 4–6                | Raymond James Stadium               | Recap              |
| 11    | Settimana di pausa | Settimana di pausa      | Settimana di pausa | Settimana di pausa | Settimana di pausa                  | Settimana di pausa |
| 12    | 26/11              | Carolina Panthers       | S 27–35            | 4–7                | MetLife Stadium                     | Recap              |
| 13    | 3/12               | Kansas City Chiefs      | V 38–31            | 5–7                | MetLife Stadium                     | Recap              |
| 14    | 10/12              | at Denver Broncos       | S 0–23             | 5–8                | Sports Authority Field at Mile High | Recap              |
| 15    | 17/12              | at New Orleans Saints   | S 19–31            | 5–9                | Mercedes-Benz Superdome             | Recap              |
| 16    | 24/12              | Los Angeles Chargers    | S 7–14             | 5–10               | MetLife Stadium                     | Recap              |
| 17    | 31/12              | at New England Patriots | S 6–26             | 5–11               | Gillette Stadium                    | Recap              |

Note

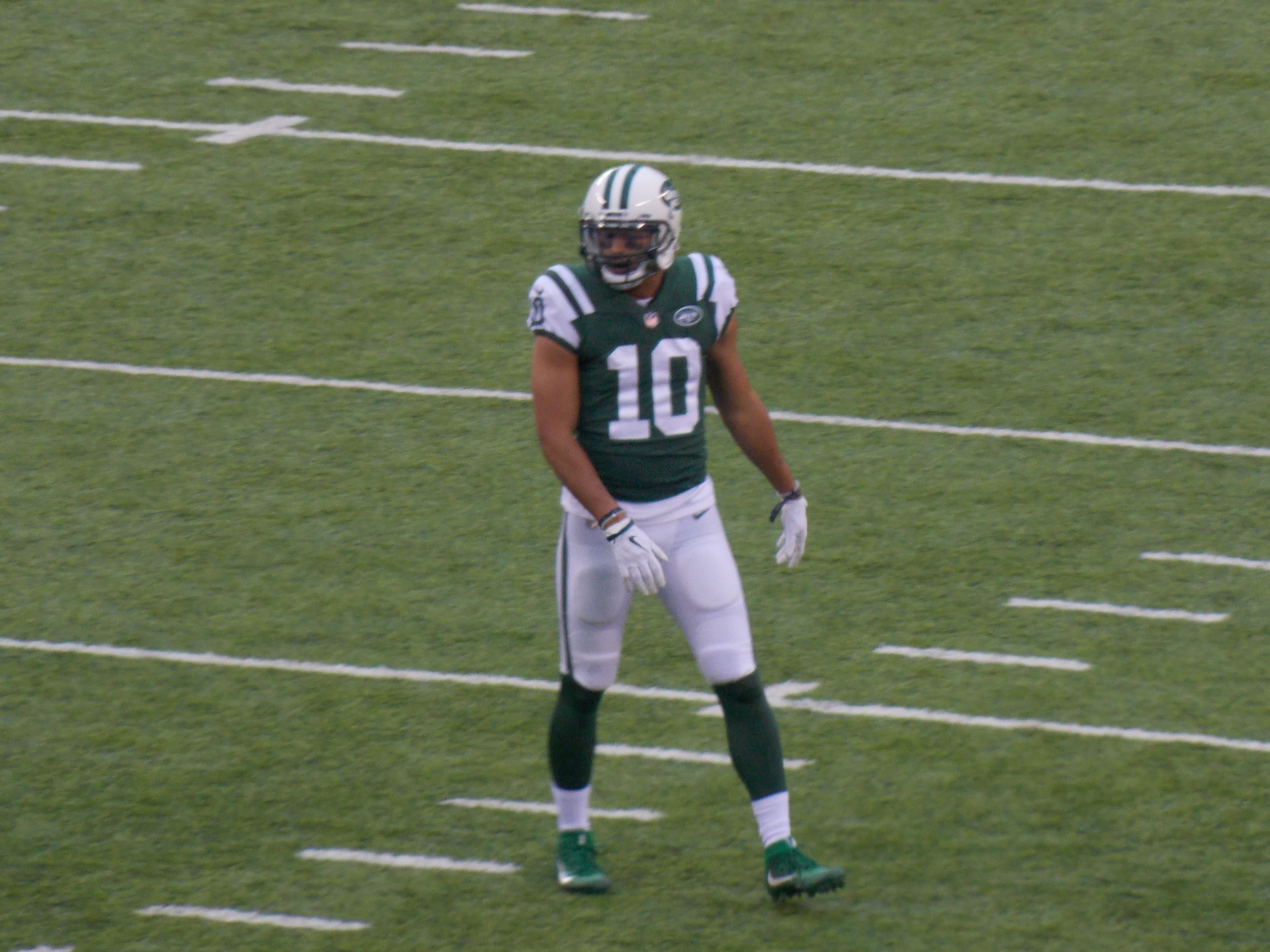
Il neoacquisto Jermaine Kearse nella settimana 12 contro i Chiefs

- Gli avversari della propria division sono in grassetto.

## Premi individuali

### Pro Bowler
Nessun giocatore dei Jets è stato convocato per il Pro Bowl 2018.

### Premi settimanali e mensili
- Terrence Brooks:

miglior difensore della AFC della settimana 3
- Jordan Jenkins:

miglior difensore della AFC della settimana 9
- Josh McCown:

miglior giocatore offensivo della AFC della settimana 12